# Verkh-Atini
Verkh-Atini (en rus: Верх-Атины) és un poble del krai de Krasnoiarsk, a Rússia, que en el cens del 2010 tenia 65 habitants. Pertany al districte d'Ilanski.